# Gustav Thöni
Gustav Thöni (italienska: Gustavo Thoeni), född den 28 februari 1951 i Trafoi i Sydtyrolen i Italien, är en italiensk tidigare alpin skidåkare. 
Gustav Thöni var den alpina skidåkare som dominerade den alpina världscupen åren innan Sveriges Ingemar Stenmark slog igenom. Under den smått klassiska världscupavslutningen säsongen 1974–75 avgjordes hela världscupen i dess sista tävling, parallellslalom. Thöni, Stenmark samt Franz Klammer hade alla chans att bli totalsegrare, men störtloppsåkaren Franz Klammer var aldrig i närheten av seger i denna deltävling. Tävlingen vanns efter stor dramatik av Gustav Thöni, som därmed vann världscupen detta år. Han och Piero Gros blev de kommande åren Ingemars största konkurrenter. Stenmark vann de tre efterföljande världscuperna.
Thöni var tjänsteman vid den italienska finanspolisen, Guardia di Finanza. Han tillhörde dess skidsportgrupp Fiamme Gialle, varför han kunde träna och tävla på betald arbetstid året runt. 

## Världscupsegrar
- 11 segrar i storslalom
- 8 segrar i slalom
- 4 segrar i kombination

### Världscupensegrar
Totalcupen:
- 1971
- 1972
- 1973
- 1975

Slalomcupen:
- 1973
- 1974

Storslalomcupen:
- 1970
- 1972

## Meriter

### VM och OS
- alpin skidåkning vid olympiska vinterspelen 1972 - Guld i storslalom
- alpin skidåkning vid olympiska vinterspelen 1972 - Guld i kombination
- alpin skidåkning vid olympiska vinterspelen 1972 - Silver i slalom
- Världsmästerskapen i alpin skidsport 1974 - Guld i slalom
- Världsmästerskapen i alpin skidsport 1974 - Guld i storslalom
- alpin skidåkning vid olympiska vinterspelen 1976 - Silver i slalom
- alpin skidåkning vid olympiska vinterspelen 1976 - Guld i kombination